# Lega araba

Stemma della Lega araba

La Lega araba o Lega degli Stati arabi o Società degli stati arabi (in arabo جامعة الدول العربية‎?, Jāmiʿat al-Duwal al-ʿArabiyya) è un'organizzazione internazionale politica di stati del Nordafrica e della penisola arabica, nata il 22 marzo 1945.
I primi 6 stati membri furono:
- Arabia Saudita
- Egitto
- Transgiordania (divenuta Giordania dopo il 1946)
- Iraq
- Libano
- Siria

Il successivo 5 maggio si aggiunse lo Yemen (come Regno Mutawakkilita dello Yemen). Altri paesi ne sono entrati a far parte nel corso degli anni; altri ancora (Eritrea, India, Venezuela, Brasile e Armenia) vi si sono accostati solo a titolo di osservatori.

## Le premesse e la nascita
Fra la prima e la seconda guerra mondiale, nei paesi di identità araba crebbero istanze indipendentiste perché allo scioglimento dell'Impero ottomano potesse seguire un pieno affrancamento di quelli che prima ne facevano parte; alcuni paesi erano sotto governo di potenze europee o ne erano usciti da poco, altri temevano influenze o diretti controlli esterni. Soprattutto subito dopo la conclusione della Grande Guerra, ma più che altro appena dopo la fine della rivolta araba, alcuni momenti critici dei tentativi di insurrezione a fini indipendentistici si ebbero in Egitto (cosiddetta rivoluzione del partito Wafd, 1919-1922), in Libia (rivolta dei Senussi, contro l'Italia, 1920-1922), in Marocco (rivolta di Abd el-Krim, 1921-1923), in Tunisia (moti del partito liberale costituzionale, 1922-1924). Nel 1926 si tenne a Il Cairo il primo Congresso islamico, un passo di rilievo nella crescita del sentimento panarabista.

### La proposta irachena di Nūrī al-Saʿīd
La Gran Bretagna, che di interessi e progetti nell'area ne aveva a tutti i livelli, sognava di costituire un grande Stato arabo da far gestire alla dinastia degli Hashemiti. Dall'Iraq appena riconquistato partì perciò la proposta, avanzata dal premier Nūrī al-Saʿīd, di un'unione fra l'Iraq, la Siria, il Libano, la Transgiordania e la Palestina.
Questo progetto di federazione fu avversato da Ibn Saʿūd (rivale degli Hashemiti), dall'Egitto (che mirava, sì, all'unità araba, ma terzomondista) e da alcune parti delle élite politiche di Siria e Libano, le quali non credevano che l'eventuale federazione avrebbe potuto preservare loro l'indipendenza recentemente raggiunta.
La proposta perciò non ebbe concreto seguito.

### La proposta egiziana e il Protocollo di Alessandria
Nel 1944 l'Egitto, formalmente una libera monarchia (Regno d'Egitto) e di fatto colonia inglese coinvolta nella seconda guerra mondiale, formò un gruppo di studio i cui lavori sfociarono nel cosiddetto Protocollo di Alessandria. Questo protocollo fu il faticoso frutto della Conferenza di Alessandria del 25 settembre 1944, tenutasi appunto nell'antica città.
Ad ostacolare il raggiungimento di un accordo, quello poi schematizzato nel Protocollo, concorsero diversi fattori. Alla generale diffidenza nei confronti dell'Egitto, il cui desiderio di leadership in un possibile organismo plurinazionale poteva suscitare gelosie e reticenze, si aggiungevano timori di varia natura: il Libano cristiano non si figurava certo a proprio agio in un organismo a schiacciante maggioranza musulmana, l'Arabia Saudita di ʿAbd al-ʿAzīz temeva che l'Egitto di Mustafa al-Nahhas agisse per garantire alla Gran Bretagna il grande Stato hashemita da quella anelato, mentre lo Yemen temeva di perdere lo "splendido isolamento" in cui prosperava riparato. Pressioni e sollecitazioni diplomatiche britanniche riuscirono a far superare sia queste remore che il più critico contrasto fra un'impostazione hashemita che mirava ad una federazione ristretta, fra i soli paesi del Mashreq, e una egiziana di apertura indiscriminata verso tutti i paesi arabi.
Superate le distanze, il Protocollo pose le basi definitive per la costituzione della Lega; fra i brani del documento, uno riguardò la questione ebraico-palestinese, che svolse nei termini del doloroso riconoscimento degli orrori e delle sofferenze patite dagli ebrei, ma che negava le pretese sioniste di stabilire uno stato ebraico in palestina.

### Il trattato
Il trattato fu quindi sottoscritto quando ancora era in corso la seconda guerra mondiale.
Il primo segretario generale della Lega fu ʿAbd al-Raḥmān ʿAzzām Bey, un medico, diplomatico e deputato egiziano che aveva partecipato al sorgere del nazionalismo arabo in Egitto, Tunisia e soprattutto in Libia (dove era stato consigliere di Ramadan al-Suwayhili) e che fu uno dei maggiori sostenitori del panarabismo e insieme oppositore alla spartizione della Palestina.

### Le caratteristiche della Lega araba
Secondo la nota lettura datane da Boutros Boutros-Ghali, la Lega aveva sin dal suo sorgere caratteristiche di tutto rilievo: in primo luogo era la prima organizzazione internazionale che radunasse esclusivamente paesi definibili in termini occidentali come "sottosviluppati", e comunque genericamente "poveri"; ciò la rendeva, in quest'ottica e secondo questo autore, "all'avanguardia", anzi un esperimento-pilota per i paesi del terzo mondo.
In secondo luogo la Lega era la prima organizzazione avente per scopo la decolonizzazione, che perseguiva elevando la lotta anticoloniale al livello di "guerra giusta", compatibile con finalità e principi dell'ONU ma ben prima che il diritto all'autodeterminazione fosse sancito in documenti delle Nazioni Unite.
Infine, sempre secondo Boutros-Ghali, la costituzione della Lega contribuì a diffondere l'opzione politica del "non allineamento"

## Scopi e organizzazione

Schema dei vari partenariati tra i paesi della Lega araba.

Lo scopo della Lega, secondo l'art. 2 del trattato costitutivo, è di allestire relazioni più strette fra i paesi aderenti, coordinando le attività politiche di questi secondo principi di collaborazione, nonché di salvaguardare le rispettive sovranità e indipendenza e considerare in un'ottica generale gli affari e gli interessi dei paesi arabi.
Le attività riguardano fra l'altro il coordinamento dell'economia, dei trasporti e delle comunicazioni, delle relazioni internazionali, delle attività culturali e sociali e della salute pubblica.
Organizzata con un Consiglio composto di rappresentanti dei paesi membri, la Lega perviene alle sue determinazioni attraverso il voto consiliare (ogni paese ha diritto ad un voto, qualunque sia il numero dei suoi rappresentanti); nelle decisioni prese a maggioranza, le decisioni del Consiglio sono vincolanti soltanto per i paesi che le accettino, mentre le decisioni prese all'unanimità vincolano alla loro osservanza tutti i paesi membri.
Le finalità della Lega sono perseguite anche con enti e istituzioni da essa dipendenti, ad esempio dall'ALECSO, che ha competenza in materie di Istruzione, Cultura e Scienza, oppure dal Consiglio dell'Unità Economica Araba (CAEU) che ha funzioni di coordinamento delle politiche economiche degli stati membri (e che, in quanto tale, agisce talora anche in loro rappresentanza, come nel 1982 quando siglò un accordo di cooperazione con la Comunità Europea).
Fra le funzioni della Lega araba, c'è anche quella di mediazione e di composizione delle dispute fra i paesi membri qualora i contrasti non riguardino questioni di sovranità, indipendenza, o integrità territoriale. Resta inoltre disponibile per la devoluzione ad essa di contenziosi fra paesi membri, con modalità di arbitrato ad effetti obbligatori e vincolanti per i contendenti.
La Lega araba ha attualmente 22 membri.

### La Palestina nella lega
La presenza della Palestina nella lega fu oggetto di uno specifico allegato al trattato costitutivo.
Nell'allegato si fa risalire l'indipendenza dello stato palestinese al tempo della dissoluzione dell'Impero ottomano, quando rimase, al pari di altri stati arabi, non dipendente da alcun altro stato.. L'allegato sottolinea anzi che fu proprio sulla base del riconoscimento della sua indipendenza che poté essere affidato il Mandato per la sua gestione.
Nel riconoscere quindi una indipendenza de jure soltanto oscurata da circostanze di forza maggiore, il trattato dichiara la necessità di ammettere un delegato dalla Palestina.

## Le prime attività della Lega
Dopo l'emissione di una severa censura contro i disordini antiebraici del novembre 1945 in Egitto, il 2 marzo 1946 la Lega si rivolse alla Commissione d'inchiesta anglo-americana, che studiava la possibilità di insediamento degli ebrei in Palestina, manifestando il rigetto delle pretese sioniste su quel territorio poiché "il fratello ebreo" era andato in Occidente e ne tornava occidentalizzato, non più un orientale, con un diverso modo (occidentale) di vedere le cose, con idee imperialistiche, reazionarie o rivoluzionarie: a questo "vecchio cugino", disse per la Lega il segretario generale ʿAbd al-Raḥmān ʿAzzām, non poteva essere dato un cordiale benvenuto. La Lega araba non fu consultata l'anno successivo, quando l'UNSCOP tenne il suo giro di consultazioni per sondare le posizioni dei paesi, delle etnie e dei raggruppamenti sociali potenzialmente interessati dalla eventuale creazione di uno stato ex novo nell'area, in vista del progetto di partizione della Palestina del palazzo di vetro; furono ascoltati invece i pareri di alcuni dei paesi membri.
Il rapporto critico con, o piuttosto nei confronti del nascente stato di Israele sarebbe sempre stato una costante della Lega che, come detto, alla questione palestinese aveva addirittura dedicato un passo di rilievo del suo stesso atto di fondazione. Le tensioni in Palestina ed intorno all'area crebbero sensibilmente, con gravi e sempre più ricorrenti accessi di violenza, dai primi ventilati progetti di creazione del nuovo stato sino all'immediata vigilia della sua proclamazione. Nel maggio 1948, poco prima della formale proclamazione di Israele, la Lega sottolineò all'Egitto la necessità di prendere parte all'eventuale conseguente conflitto. Il conflitto, la guerra arabo-israeliana, effettivamente scoppiò pochi giorni dopo e l'Egitto inviò truppe in supporto a quelle di altri paesi membri.

### I rapporti con le Nazioni Unite
Già nel testo del trattato, all'articolo 3, la Lega faceva riferimento alla possibile futura creazione di enti internazionali per la pace, la sicurezza e le relazioni socio-economiche fra stati, e la menzione era nella prospettiva di una collaborazione con questi. Come detto, infatti, l'ONU nacque ufficialmente solo un mese dopo la Lega, pertanto il trattato, sottoscritto quando se ne dava già per certa la nascita a breve, ma non si poteva darne per certi i termini, conteneva una formulazione generica, da meglio precisare eventualmente in seguito a seconda dei caratteri definitivi che le Nazioni Unite avrebbero effettivamente assunto; fra i diversi a confermare che la ragione di questa specifica formulazione risiedeva nell'incertezza sulla futura concreta configurazione del creando ente, ʿAbd al-Ḥamīd Badawī, all'epoca ministro degli Esteri egiziano.
Il 17 giugno 1950 alcuni dei paesi membri della Lega sottoscrissero il Trattato Congiunto di Cooperazione Economica e Difensiva (MDECT), un patto di difesa collettiva e di cooperazione economica in cui, oltre ad espandere la competenza della Lega a funzioni di solidarietà per casi di difficoltà militari o economiche dei paesi sottoscrittori, si faceva più esplicito riferimento, già direttamente nel preambolo e poi in diversi articoli, alla conformità dei patti alle previsioni della Carta delle Nazioni Unite: il MDECT sanciva che i patti che venivano a stipularsi fra i paesi contraenti avrebbero dovuto informarsi ai principi dello statuto ONU, e in particolare menzionava l'art. 51 di questo, relativo al diritto di autodifesa. Più generalmente, nessuna delle previsioni del MDECT andava a ledere, né intendeva farlo, alcun diritto od obbligo spettante ai paesi membri in ragione di previsioni dello statuto ONU o di Risoluzioni del suo Consiglio di Sicurezza.
Il rilievo storico del MDECT fu individuato dagli studiosi in due aspetti principali: da un lato la cooperazione economica si adattava in modo ottimale alla gestione della produzione di petrolio, la risorsa caratteristica di alcuni dei paesi membri che si andava scoprendo strategica proprio in quegli anni, e il cui sfruttamento i nazionalisti arabi cercavano di politicizzare, strumentalizzandolo agli interessi arabi e accelerando quel processo che poi avrebbe dato vita, dieci anni dopo, all'OPEC. Del resto, era stata proprio la Lega araba ad utilizzare l'"oro nero" come arma di pressione internazionale nel giugno 1946 (Risoluzione di Bludan, Siria), obbligando, secondo alcuni osservatori, alcuni paesi come gli Stati Uniti a tener almeno conto di questa minaccia nell'appoggio del 1947 al piano di partizione della Palestina.
Dall'altro lato, il ripetuto richiamo "deferente", di esplicita subordinazione all'ONU poneva le opportune premesse per lo stabilimento di rapporti e relazioni di vaglia con quell'organismo.
Il successivo 1º novembre, effettivamente, l'Assemblea Generale delle Nazioni Unite deliberò il riconoscimento della Lega e invitò il suo segretario generale a partecipare alle sessioni come "osservatore", ciò che effettivamente la Lega fece partecipandovi con regolarità; nel 1953 il riconoscimento fu esteso alla concessione dei privilegi e delle immunità spettanti alle organizzazioni internazionali. Nel 1954 la Lega aprì a New York una prima rappresentanza permanente presso l'ONU e nel 1956 ne aprì una seconda a Ginevra.

### La posizione delle potenze
La nascita della Lega è sempre stata osservata tenendo ovviamente conto dei potenziali effetti sugli interessi delle potenze occidentali e dell'Unione Sovietica.
Il ruolo della Gran Bretagna, principalmente, ha rilevato sia per il coinvolgimento di questa potenza nelle aree nordafricane e mediorientali, con il suo esercizio di mandati e il suo dispiegamento di forze, sia nell'ottica dei suoi rapporti con le altre potenze. Se in molti riconoscono a Londra di essere stata sponsor della Lega, taluni si spingono ad individuarne gli obiettivi anche, collateralmente, nella competizione con la Francia, anch'essa mandataria e titolare di importanti interessi nell'area. Nel tempo, questi interessi britannici si sarebbero resi anche più complessi a causa dell'ispessimento delle distanze fra le fazioni dividenti i paesi membri.
L'Iraq del filo-britannico Nūrī al-Saʿīd, ad esempio, andò contrapponendosi progressivamente all'Egitto, e quando negli anni '50 Nasser con la sua visione "progressista" cominciò a suscitare preoccupazioni nei governi dei paesi più tradizionalisti, questi ultimi si ritrovarono pronti a scegliere per Baghdad nel caso l'alternativa fosse diventata inevitabile.

## La Lega e il petrolio
La risorsa petrolifera, cruciale nelle economie di diversi fra i paesi aderenti e certamente non ultimo fra i motivi di interessamento al mondo arabo da parte dei paesi occidentali, fu oggetto di diretto intervento della Lega. Dopo la sottoscrizione del MDECT, si tennero diversi incontri sino a che, fra l'agosto e il settembre 1951, il Comitato Politico della Lega deliberò di dar vita all'AOEC, comitato per le esportazioni di petrolio arabo, poi effettivamente nato poco tempo dopo. Uno dei suoi primi atti fu il coordinamento di un boicottaggio nei confronti di Israele che, ignorando (nell'ottica della Lega) la risoluzione delle Nazioni Unite del 1952 per la quale si doveva consentire il ritorno dei profughi palestinesi nei propri territori, fu dichiarato titolare di un "potere di aggressione" e la Lega impose che il petrolio non dovesse raggiungere Israele in alcun modo.
In quegli anni nei paesi aderenti accaddero molti fatti di rilievo, soprattutto andò modificandosi la politica dell'Arabia Saudita, in cui nel 1953 Saʿūd era succeduto al padre, re Abd al-Aziz, e lottava per la revisione delle frontiere orientali del suo paese, mettendo in discussione l'accordo con la Gran Bretagna e pretendendo l'appoggio degli Stati Uniti nella "riconquista" dell'oasi di al-Buraymi, sul frainteso presupposto di averne titolo a causa delle concessioni petrolifere accordate a compagnie americane. L'anno successivo in Egitto saliva al potere Nasser, che mentre poneva mano agli accordi con la Gran Bretagna per annullare ogni forma di ulteriore intromissione del Regno Unito negli affari egiziani, pubblicava il libro La filosofia della rivoluzione in cui considerava il petrolio una delle tre componenti vitali della potenza araba: "il petrolio è il nervo vitale della civilizzazione e la civilizzazione senza di esso non può esistere". Stati Uniti e Gran Bretagna assistevano a queste vicende, cruciali per i rispettivi interessi, partecipandovi nella massima cautela per non portare le materie sino alla competenza delle Nazioni Unite, ove l'Unione Sovietica avrebbe potuto essere titolata ad "intromettersi".
Il 17 luglio 1954 nacque un "ufficio per il petrolio" che il 15 gennaio 1959 fu tramutato nel Dipartimento affari petroliferi, sempre alle dipendenze del comitato politico della Lega; la sua attività, potenziata dopo la nascita, nel 1960, dell'OPEC, evolse sino a comprendere regolari congressi che sfociarono nell'espressa intenzione di usare il petrolio a fini strategici nei rapporti con le potenze occidentali (tuttora coloniali, nella visione della Lega) e contro il sionismo. Il quinto congresso, nel 1965, fu aperto con la considerazione che "il petrolio arabo oggi è, come è sempre stato, l'asse e l'oggetto di tutte le cospirazioni ordite dall'alleanza fra colonialismo e sionismo. [...] L'arma che il petrolio arabo rappresenta può essere puntata al cuore del colonialismo e del sionismo, nel caso fossero mai tentati di commettere qualsiasi nuovo atto di aggressione".

## Le tensioni fra i paesi membri

### La crisi giordana
Nel 1970, mentre i palestinesi intensificavano il ricorso alle armi in attentati e altre azioni, alcuni dei paesi membri manifestarono un raffreddamento nei confronti dei fedayyin e degli altri guerriglieri di quella causa. Fu il caso della Giordania, il cui territorio era spesso teatro delle loro azioni, sino a che il governo di Amman, temendo di poterne essere anche rovesciato, dovette inviare l'esercito contro i palestinesi ed espellerli nelle operazioni rimaste note come "Settembre nero". L'Iraq chiese l'espulsione della Giordania dalla Lega.

### La crisi egiziana
Nel 1979 fu sospesa la partecipazione dell'Egitto, paese il cui ruolo era stato importante nella stessa ideazione della Lega e che le aveva fornito la prima sede e il primo segretario generale, a causa della sottoscrizione del trattato di pace israelo-egiziano; alcuni dei paesi membri interruppero le relazioni diplomatiche con Il Cairo.
La sede della Lega fu spostata a Tunisi e l'Egitto non sarebbe rientrato nell'organizzazione se non nel 1989, dopo che un po' alla volta erano stati ricuciti i rapporti diplomatici con gli altri membri.

### La crisi libica
In seguito alle sommosse in Libia del 2011 e alle violenze sui civili da parte del regime di Gheddafi, il Segretario generale della Lega araba, ʿAmr Mūsā, decise di sospendere la Libia dalle riunioni del Consiglio e da tutte le Commissioni della Lega araba a partire dal 22 febbraio 2011. Con la vittoria del CNT nel conflitto, la partecipazione della Libia è stata ripristinata il 27 agosto 2011.

### La crisi siriana
Il 12 novembre 2011, il segretario generale della Lega araba, Nabīl al-ʿArabī, ha sospeso la partecipazione della Siria alla Lega araba per isolare il regime del presidente Bashar al-Assad, impegnato in un sanguinoso conflitto contro le milizie terroristiche introdotte in Siria dai governi anti-Assad di Turchia, Qatar, Arabia Saudita. La sospensione è stata resa effettiva dal 16 novembre 2011.
Il 7 maggio 2023, dopo 12 anni di sospensione, la Siria è riammessa nell’organizzazione a pieno titolo.

## L'Iniziativa araba di pace del 2002
Una fra le più importanti azioni di politica estera di questa organizzazione è avvenuta il 28 marzo 2002 al summit annuale della Lega araba.
Fu infatti adottato col nome di "Iniziativa araba di pace", un piano suggerito e ispirato dall'Arabia Saudita, per la ricomposizione del conflitto israelo-palestinese.
Questa iniziativa offre ad Israele la piena normalizzazione dei rapporti diplomatici da parte degli altri 21 appartenenti alla Lega (poiché l'Egitto già riconosce diplomaticamente Israele) in cambio del ritiro israeliano da tutti i Territori Occupati, incluse le Alture del Golan, viene richiesto inoltre "il riconoscimento di uno Stato palestinese indipendente con Gerusalemme Est capitale" comprendente la Striscia di Gaza, la Cisgiordania ed una proposta di soluzione per i rifugiati palestinesi e i loro discendenti.
L'iniziativa è stata nuovamente appoggiata al summit di Riad del 2007 e nel luglio dello stesso anno la Lega araba ha mandato una missione comprendente i ministri degli esteri di Giordania ed Egitto in Israele per promuovere l'iniziativa che è stata accolta dallo stato ebraico con alcune riserve. Nel marzo 2008 una risoluzione della Lega ha riaffermato l'opportunità di riferirsi al piano di pace proposto.

## Economia
Il territorio della Lega araba è ricco di risorse e particolarmente importanti sono le enormi riserve di petrolio e gas naturale presenti nel sottosuolo. Vi sono anche spazi fertili molto estesi, basti pensare all'intero corso del Nilo, del suo delta. L'instabilità endemica della regione non influenza la fiorente industria del turismo che viene considerata la più promettente attività di quelle regioni con Egitto, Emirati Arabi Uniti, Libano, Tunisia, Marocco e Giordania che fanno la parte del leone.

### Paesi membri in ordine di Pil
| Posizione | Stato               | Pil (in milioni di $) |
| --------- | ------------------- | --------------------- |
| -         | Lega araba          | 1 898 866             |
| 1         | Arabia Saudita      | 371 500               |
| 2         | Egitto              | 334 400               |
| 3         | Algeria             | 249 800               |
| 4         | Marocco             | 152 500               |
| 5         | Emirati Arabi Uniti | 129 500               |
| 6         | Tunisia             | 91 040                |
| 7         | Iraq                | 87 900                |
| 8         | Sudan               | 87 885                |
| 9         | Siria               | 78 040                |
| 10        | Libia               | 72 340                |
| 11        | Kuwait              | 55 960                |
| 12        | Oman                | 44 530                |
| 13        | Giordania           | 30 030                |
| 14        | Qatar               | 26 370                |
| 15        | Libano              | 22 860                |
| 16        | Yemen               | 20 460                |
| 17        | Bahrein             | 17 910                |
| 18        | Mauritania          | 8 124                 |
| 19        | Palestina           | 5 550                 |
| 20        | Somalia             | 5 259                 |
| 21        | Gibuti              | 1 878                 |
| 22        | Comore              | 1 275                 |

## Stati membri
Ai 7 membri fondatori di tale organizzazione si sono in seguito aggiunti 15 paesi membri e 5 osservatori.
La Lega araba conta attualmente 22 membri ufficiali; di seguito la lista con indicata la data di ammissione:

Anni di adesione dei vari stati alla Lega araba

- Arabia Saudita – 22 marzo 1945 (fondatore)
- Egitto – 22 marzo 1945 (fondatore) (sospeso dal 1979 al 1989[61])
- Giordania – 22 marzo 1945 (fondatore)
- Iraq – 22 marzo 1945 (fondatore)
- Libano – 22 marzo 1945 (fondatore)
- Siria – 22 marzo 1945 (fondatore) (sospesa dal 16 novembre 2011[58] al 7 maggio 2023)
- Yemen – 5 maggio 1945 (fondatore)
- Libia – 28 marzo 1953 (sospesa dal 22 febbraio al 27 agosto 2011[57])
- Sudan – 19 gennaio 1956
- Marocco – 10 gennaio 1958
- Tunisia – 10 gennaio 1958
- Kuwait – 20 luglio 1961
- Algeria – 16 agosto 1962
- Emirati Arabi Uniti – 12 giugno 1971
- Bahrein – 11 settembre 1971
- Qatar – 11 settembre 1971
- Oman – 29 settembre 1971
- Mauritania – 26 novembre 1973
- Somalia – 14 febbraio 1974
- Palestina – 9 settembre 1976 (fino al 1988 ammessa come OLP)
- Gibuti – 9 aprile 1977
- Comore – 20 novembre 1993
- Brasile – 2002 (osservatore)
- Eritrea – 2003 (osservatore)
- Armenia – 2004 (osservatore)
- Venezuela – 2006 (osservatore)
- India – 2007 (osservatore)

La sede della Lega è sempre stata al Cairo, in Egitto, tranne che nel periodo dal 1979 al 1989 quando, a seguito della sospensione dell'Egitto per la pace con Israele, la sede venne spostata a Tunisi, in Tunisia.

## Cronologia degli incontri
| No. | Città ospitante/Paese | Città ospitante/Paese | Data                    |
| --- | --------------------- | --------------------- | ----------------------- |
|     | Il Cairo              | Egitto                | 28-29 maggio 1946       |
|     | Beirut                | Libano                | 13-15 novembre 1958     |
| 1º  | Il Cairo              | Egitto                | 13-17 gennaio 1964      |
| 2º  | Alessandria d'Egitto  | Egitto                | 5-11 settembre 1964     |
| 3º  | Casablanca            | Marocco               | 13-17 settembre 1965    |
| 4º  | Khartum               | Sudan                 | 29 agosto 1967          |
| 5º  | Rabat                 | Marocco               | 21-23 dicembre 1969     |
|     | Il Cairo              | Egitto                | settembre 1970 *        |
| 6º  | Algeri                | Algeria               | 26-28 novembre 1973     |
| 7º  | Rabat                 | Marocco               | 29 ottobre 1974         |
|     | Riad                  | Arabia Saudita        | ottobre 1976 *          |
| 8º  | Il Cairo              | Egitto                | 25-26 ottobre 1976      |
| 9º  | Baghdad               | Iraq                  | 2/5 novembre 1978       |
| 10º | Tunisi                | Tunisia               | 20-22 novembre 1979     |
| 11º | Amman                 | Giordania             | 21-22 novembre 1980     |
| 12º | Fès                   | Marocco               | 6-9 settembre 1982      |
|     | Casablanca            | Marocco               | settembre 1985 *        |
|     | Amman                 | Giordania             | novembre 1987 *         |
|     | Algeri                | Algeria               | giugno 1988 *           |
|     | Casablanca            | Marocco               | giugno 1989 *           |
|     | Baghdad               | Iraq                  | marzo 1990 *            |
|     | Il Cairo              | Egitto                | agosto 1990 *           |
|     | Il Cairo              | Egitto                | giugno 1996 *           |
|     | Il Cairo              | Egitto                | ottobre 2000 *          |
| 13º | Amman                 | Giordania             | 27-28 marzo 2001        |
| 14º | Beirut                | Libano                | 27-28 marzo 2002        |
| 15º | Sharm el-Sheikh       | Egitto                | 1º marzo 2003           |
| 16º | Tunisi                | Tunisia               | 22-23 maggio 2004       |
| 17º | Algeri                | Algeria               | 22-23 marzo 2005        |
| 18º | Khartum               | Sudan                 | 28-30 marzo 2006        |
| 19º | Riad                  | Arabia Saudita        | 27-28 marzo 2007        |
| 20º | Damasco               | Siria                 | 29-30 marzo 2008        |
| 21º | Doha                  | Qatar                 | 28-30 marzo 2009        |
| 22º | Sirte                 | Libia                 | 27-28 marzo 2010        |
| 23º | Baghdad               | Iraq                  | 27-29 marzo 2012        |
| 24º | Doha                  | Qatar                 | 21-27 marzo 2013        |
| 25º | Al Kuwait             | Kuwait                | 25-26 marzo 2014        |
| 26º | Sharm el-Sheikh       | Egitto                | 28-29 marzo 2015        |
|     | Riad                  | Arabia Saudita        | gennaio 2016 *          |
| 27º | Nouakchott            | Mauritania            | 25-26 luglio 2016       |
| 28º | Amman                 | Giordania             | 29-30 marzo 2017        |
| 29º | Dhahran               | Arabia Saudita        | 15 aprile 2018          |
| 30º | Tunisi                | Tunisia               | 31 marzo-1º aprile 2019 |
| 31º | Algeri                | Algeria               | 1º-2 novembre 2022      |
| 32º | Riad                  | Arabia Saudita        | 19 maggio 2023          |
|     | Riad                  | Arabia Saudita        | novembre 2023 *         |
| 33º | Manama                | Bahrein               | 16 maggio 2024          |
|     | Il Cairo              | Egitto                | marzo 2025 *            |
| 34º | Baghdad               | Iraq                  | 17 maggio 2025          |

* Incontro d'emergenza